# Magnus Andersson (sciatore)
Magnus Andersson (Mellerud, 25 giugno 1981) è un allenatore di sci alpino ed ex sciatore alpino svedese.

## Biografia

### Carriera sciistica
Attivo in gare FIS dal dicembre del 1996, Andersson esordì in Coppa Europa il 24 febbraio 2003 a Madesimo in slalom speciale (45º) e in Coppa del Mondo l'11 gennaio 2004 a Chamonix nella medesima specialità, senza completare la prova. Ottenne l'unico podio in Coppa Europa il 9 novembre 2007 a Landgraaf in slalom speciale indoor (3º) e prese per l'ultima volta il via in Coppa del Mondo il 27 gennaio 2009 a Schladming in slalom speciale, senza completare la prova (non portò a termine nessuna delle 8 gare disputate nel massimo circuito internazionale, tutte slalom speciali). Si ritirò al termine della stagione 2010-2011 e la sua ultima gara fu uno slalom speciale FIS disputato il 29 aprile a Funäsdalen e non completato da Andersson; non prese parte a rassegne olimpiche o iridate.

### Carriera da allenatore
Dopo il ritiro è divenuto allenatore prima nei quadri della Federazione sciistica della Svezia, come allenatore capo della squadra maschile di slalom, poi, dalla stagione 2016-2017, in quelli della Federazione sciistica degli Stati Uniti, prima come allenatore capo della squadra femminile di slalom e poi come responsabile delle specialità tecniche femminili.

## Palmarès

### Coppa Europa
- Miglior piazzamento in classifica generale: 92º nel 2008
- 1 podio:
  - 1 terzo posto

### Australia New Zealand Cup
- Miglior piazzamento in classifica generale: 2º nel 2010
- Vincitore della classifica di slalom speciale nel 2010
- 4 podi:
  - 1 vittoria
  - 3 terzi posti

#### Australia New Zealand Cup - vittorie
| Data              | Località   | Paese         | Specialità |
| ----------------- | ---------- | ------------- | ---------- |
| 13 settembre 2009 | Mount Hutt | Nuova Zelanda | SL         |

Legenda:

SL = slalom speciale

### Campionati svedesi
- 1 medaglia:
  - 1 bronzo (slalom speciale nel 2008)